# Álex Martín
José Alejandro Martín Valerón (Las Palmas de Gran Canaria, 25 de enero de 1998), más conocido como Álex Martín, es un futbolista español que juega como defensa en el Córdoba C. F. de la Segunda División de España.

## Trayectoria
Es un central formado en las categorías inferiores de la U. D. Las Palmas hasta 2013, que abandonó el club canario para jugar una temporada en categoría cadete en el Real Betis Balompié. En 2014 llegó al Real Madrid para jugar en el Juvenil C y más tarde, jugaría dos temporadas en el Juvenil A. En 2017 ganó la Copa del Rey y la Copa de Campeones con el Juvenil A del Real Madrid, consiguió ganar el triplete a las órdenes de Guti. En la temporada 2017-18 formó parte de la plantilla del Real Madrid Castilla en la que jugaría durante dos temporadas. La segunda temporada completó dieciocho encuentros, clasificando al conjunto blanco para los play-off de ascenso a Segunda División.
A mediados de 2019 fichó por el C. D. Leganés de la Primera División con el que firmó hasta 2021. Posteriormente fue cedido al F. C. Cartagena por una temporada. El 20 de julio de 2020, su club lograría el ascenso a la Segunda División de España tras eliminar al Atlético Baleares en la tanda de penaltis en la eliminatoria de campeones. El F. C. Cartagena acabó la temporada como líder del Grupo IV tras la finalización de la liga regular por el coronavirus.
En agosto de 2020 el C. D. Leganés traspasó al jugador al club albinegro, firmando hasta 2022. Durante la primera vuelta de la temporada 2020-21 en la Segunda División jugaría 14 partidos, en los que anotaría un gol. El 31 de enero de 2021, fue traspasado al Cádiz C. F. por dos temporadas, incorporándose al filial de la Segunda División B de España. El 15 de febrero debutó en el primer equipo ante el Athletic Club. El 21 de julio de 2022, fichó por el C. D. Mirandés de la Segunda División de España.
En julio de 2023 lo fichó el Elche C. F. por dos temporadas. El 22 de enero fue cedido al Racing Club de Ferrol, sin opción de compra. Posteriormente volvió a Elche, donde consiguió un ascenso a Primera División antes de unirse al Córdoba C. F. en julio de 2025.

## Selección
Ha sido internacional sub-17 y sub-19 con la selección española.

## Estadísticas

### Clubes
Actualizado al último partido disputado el 17 de mayo de 2025.
| Real Madrid Castilla C. F. · España | 2.ª B         | 2017-18       | 13  | 0 | – | – | – | – | 13  | 0 |
| Real Madrid Castilla C. F. · España | 2.ª B         | 2018-19       | 18  | 0 | – | – | – | – | 18  | 0 |
| Real Madrid Castilla C. F. · España | Total club    | Total club    | 31  | 0 | 0 | 0 | 0 | 0 | 31  | 0 |
| F. C. Cartagena · España            | 2.ª B         | 2019-20       | 12  | 0 | 2 | 1 | – | – | 14  | 1 |
| F. C. Cartagena · España            | 2.ª           | 2020-21       | 14  | 1 | 1 | 0 | – | – | 15  | 1 |
| F. C. Cartagena · España            | Total club    | Total club    | 26  | 1 | 3 | 1 | 0 | 0 | 29  | 2 |
| Cádiz C. F. "B" · España            | 2.ª B         | 2020-21       | 7   | 1 | – | – | – | – | 7   | 1 |
| Cádiz C. F. "B" · España            | Total club    | Total club    | 7   | 1 | 0 | 0 | 0 | 0 | 7   | 1 |
| Cádiz C. F. · España                | 1.ª           | 2020-21       | 2   | 0 | – | – | – | – | 2   | 0 |
| Cádiz C. F. · España                | Total club    | Total club    | 2   | 0 | 0 | 0 | 0 | 0 | 2   | 0 |
| R. C. Celta de Vigo "B" · España    | 1.ª RFEF      | 2021-22       | 34  | 2 | – | – | – | – | 34  | 2 |
| R. C. Celta de Vigo "B" · España    | Total club    | Total club    | 34  | 2 | 0 | 0 | 0 | 0 | 34  | 2 |
| C. D. Mirandés · España             | 2.ª           | 2022-23       | 37  | 1 | 1 | 0 | – | – | 38  | 1 |
| C. D. Mirandés · España             | Total club    | Total club    | 37  | 1 | 1 | 0 | – | – | 38  | 1 |
| Elche C. F. · España                | 2.ª           | 2023-24       | 5   | 0 | 1 | 0 | – | – | 6   | 0 |
| Racing de Ferrol · España           | 2.ª           | 2023-24       | 8   | 0 | – | – | – | – | 8   | 0 |
| Racing de Ferrol · España           | Total club    | Total club    | 8   | 0 | 0 | 0 | 0 | 0 | 8   | 0 |
| Elche C. F. · España                | 2.ª           | 2024-25       | 8   | 0 | 3 | 0 | – | – | 11  | 0 |
| Elche C. F. · España                | Total club    | Total club    | 13  | 0 | 4 | 0 | 0 | 0 | 17  | 0 |
| Total carrera                       | Total carrera | Total carrera | 158 | 5 | 8 | 1 | 0 | 0 | 166 | 6 |
| 1. 2.                               |               |               |     |   |   |   |   |   |     |   |